# Sân bay Iwami
Sân bay Iwami (石見空港 Iwami Kūkō) (IATA: IWJ, ICAO: RJOW) là một sân bay ở Masuda, một sân bay ở thành phố tỉnh Shimane của Nhật Bản. Sân bay này cũng được gọi là Sân bay Hagi-Iwami do vị trí gần thành phố Hagi ở tỉnh Yamaguchi, không gần thành phố Iwami như tên gọi, mà phải mất 2-3 tiếng đi xe hơi mới đến nơi.

## Các hãng hàng không và các tuyến điểm
Hiện có các hãng hàng không sau đang hoạt động tại sân bay này:
- All Nippon Airways (Osaka-Itami, Tokyo-Haneda) [4]